# قوچ قلعه علیا
قوچ قلعه علیا، روستایی از توابع بخش گرمخان شهرستان بجنورد در استان خراسان شمالی ایران است.

## جمعیت
این روستا در دهستان گرمخان قرار دارد و براساس سرشماری مرکز آمار ایران در سال ۱۳۸۵، جمعیت آن ۷۱۹ نفر (۱۵۸خانوار) بوده‌است.